# ایگور پایشاو
ایگور پایشاو (پرتغالی: Igor Paixão؛ زادهٔ ۲۸ ژوئن ۲۰۰۰) بازیکن فوتبال اهل برزیل است.

## باشگاهی
از باشگاه‌هایی که در آن بازی کرده است می‌توان به باشگاه فوتبال کوریتیبا اشاره کرد.